# Тре Тори (Беневенто)
Тре Тори је насеље у Италији у округу Беневенто, региону Кампанија.
Према процени из 2011. у насељу је живело 22 становника. Насеље се налази на надморској висини од 242 м.